# Államok vezetőinek listája 1880-ban
Ezen az oldalon az 1880-ban fennálló államok vezetőinek névsora olvasható földrészek, majd országok szerinti bontásban.

## Európa
- Andorra (parlamentáris társhercegség)
  - Társhercegek
    - Francia társherceg – Jules Grévy (1879–1887), lista
    - Episzkopális társherceg – Salvador Casañas y Pagés (1879–1901), lista
- Belgium (monarchia)
  - Uralkodó – II. Lipót király (1865–1909)
  - Kormányfő – Walthère Frère-Orban (1878–1884), lista
- Dánia (monarchia)
  - Uralkodó – IX. Keresztély király (1863–1906)
  - Kormányfő – Jacob Brønnum Scavenius Estrup (1875–1894), lista
- Egyesült Királyság (parlamentáris monarchia)
  - Uralkodó – Viktória Nagy-Britannia királynője (1837–1901)
  - Kormányfő –
    1. Benjamin Disraeli (1874–1880)
    2. William Gladstone (1880–1885), lista
- Franciaország (köztársaság)
  - Államfő – Jules Grévy (1879–1887), lista
  - Kormányfő –
    1. Charles de Freycinet (1879–1880)
    2. Jules Ferry (1880–1881), lista
- Görögország (monarchia)
  - Uralkodó – I. György király (1863–1913)
  - Kormányfő –
    1. Aléxandrosz Kumundúrosz (1878–1880)
    2. Harílaosz Trikúpisz (1880)
    3. Aléxandrosz Kumundúrosz (1880–1882), lista
- Hollandia (monarchia)
  - Uralkodó – III. Vilmos király (1849–1890)
  - Kormányfő – Theo van Lynden van Sandenburg (1879–1883), lista
- Liechtenstein (parlamentáris monarchia)
  - Uralkodó – II. János herceg (1859–1929)
- Luxemburg (monarchia)
  - Uralkodó – III. Vilmos nagyherceg (1849–1890)
  - Kormányfő – Félix de Blochausen (1874–1885), lista
- Monaco (monarchia)
  - Uralkodó – III. Károly herceg (1856–1989)
- Montenegró (monarchia)
  - Uralkodó – I. Miklós király (1860–1918)
  - Kormányfő – Božo Petrović (1879–1905), lista
- Német Birodalom (monarchia)
  - Uralkodó – I. Vilmos császár (1871–1888)
  - Kancellár – Otto von Bismarck (1871–1890), lista
- Olasz Királyság (monarchia)
  - Uralkodó – I. Umbertó király (1878–1900)
  - Kormányfő – Benedetto Cairoli (1879–1881), lista
- Orosz Birodalom (monarchia)
  - Uralkodó – II. Sándor cár (1855–1881)
- Osztrák–Magyar Monarchia (monarchia)
  - Uralkodó – I. Ferenc József király (1848–1916)
  - Kormányfő –
    - Osztrák Császárság – Eduard Taaffe (1879–1893), lista
    - Magyar Királyság – Tisza Kálmán (1875–1890), lista
- Pápai állam (abszolút monarchia)
  - Uralkodó – XIII. Leó pápa (1878–1903)
- Portugália (monarchia)
  - Uralkodó – I. Népszerű Lajos király (1861–1889)
  - Kormányfő – Anselmo José Braamcamp (1879–1881), lista
- Román Királyság (monarchia)
  - Uralkodó – I. Károly király (1866–1914)
  - Kormányfő – Ion Brătianu (1876–1881), lista
- San Marino (köztársaság)
  - San Marino régenskapitányai
- Spanyolország (monarchia)
  - Uralkodó – XII. Alfonz király (1874–1886)
  - Kormányfő – Antonio Cánovas del Castillo (1879–1881), lista
- Svájc (konföderáció)
  - Szövetségi Tanács:[1]
  - Karl Schenk (1863–1895), Emil Welti (1866–1891), elnök, Fridolin Anderwert (1875–1880), Numa Droz (1875–1892), Bernhard Hammer (1875–1890), Wilhelm Hertenstein (1878–1888), Simeon Bavier (1878–1883)
- Svédország (parlamentáris monarchia)
- Norvégia és Svédország perszonálunióban álltak.
  - Uralkodó – II. Oszkár király (1872–1907)
  - Kormányfő –
    1. Louis Gerhard De Geer (1876–1880)
    2. Arvid Posse (1880–1883), lista
- Szerbia (monarchia)
  - Uralkodó – I. Milán király (1868–1889)
  - Kormányfő –
    1. Jovan Ristić (1878–1880)
    2. Milan Piroćanac (1880–1883), lista

## Afrika
- Asanti Birodalom (monarchia)
  - Uralkodó – Mensa Bonsu (1874–1883), Asantehene (1884–1887)
- Benini Királyság (monarchia)
  - Uralkodó – Adolo király (1848–1888)
- Etiópia (monarchia)
  - Uralkodó – IV. János császár (1871–1889)
- Futa-Dzsalon (moszlim teokrácia)
  - Uralkodó – Almany Almadou (1873–1896)
- Kaffa Királyság (monarchia)
  - Uralkodó – Gali Serocso császár (1870–1890)
- Kanói Emírség (monarchia)
  - Uralkodó – Abdullah (1855–1883)
- Libéria (köztársaság)
  - Államfő – Anthony W. Gardiner (1878–1883), lista
- Marokkó (monarchia)
  - Uralkodó – I. Haszan szultán (1873–1894)
- Mohéli (Mwali) (monarchia)
  - Uralkodó – II. Abdul Rahman király (1878–1885)
- Oranje Szabadállam (köztársaság)
  - Államfő – Jan Brand (1864–1888), lista
- Szokoto Kalifátus (monarchia)
  - Uralkodó – Mu'azu (1877–1881)
  - Kormányfő – Abdullah bin Muhammad Fodiye (1874–1886)
- Szváziföld (monarchia)
  - Uralkodó – IV. Dlamini király (1875–1889)
- Transvaal Köztársaság (köztársaság)
- Brit annexió 1877–1881 között.
- Vadai Birodalom
  - Uralkodó – Juszuf kolak (1874–1898)
- Wassoulou Birodalom (monarchia)
  - Uralkodó – Samori Ture, császár (1878–1898)

## Dél-Amerika
- Argentína (köztársaság)
  - Államfő –
    1. Nicolás Remigio Aurelio Avellaneda (1874–1880)
    2. Julio Argentino Roca (1880–1886), lista
- Bolívia (köztársaság)
  - Államfő – Narciso Campero Leyes (1880–1884), lista
- Brazil Császárság (monarchia)
  - Uralkodó – II. Péter császár (1831–1889)
- Chile (köztársaság)
  - Államfő – Aníbal Pinto (1876–1881), lista
- Ecuador (köztársaság)
  - Államfő – Ignacio de Veintemilla (1876–1883), lista
- Kolumbia (köztársaság)
  - Államfő –
    1. Julián Trujillo Largacha (1878–1880)
    2. Rafael Núñez (1880–1882), lista
- Paraguay (köztársaság)
  - Államfő –
    1. Cándido Bareiro (1878–1880)
    2. Bernardino Caballero (1880–1886), lista
- Peru (köztársaság)
  - Államfő – Nicolás de Piérola Villegas (1879–1881), lista
- Uruguay (köztársaság)
  - Államfő –
    1. Lorenzo Latorre (1876–1880)
    2. Francisco Antonino Vidal (1880–1882), lista
- Venezuela (köztársaság)
  - Államfő – Antonio Guzmán Blanco (1879–1884), lista

## Észak- és Közép-Amerika
- Amerikai Egyesült Államok (köztársaság)
  - Államfő – Rutherford B. Hayes (1877–1881), lista
- Costa Rica (köztársaság)
  - Államfő – Tomás Guardia Gutierrez (1876–1882), lista
- Dominikai Köztársaság (köztársaság)
  - Államfő –
    1. Gregorio Luperón (1879–1880)
    2. Fernando Arturo de Meriño (1880–1882), lista
- Salvador (köztársaság)
  - Államfő – Rafael Zaldívar (1876–1884), lista
- Guatemala (köztársaság)
  - Államfő – Justo Rufino Barrios (1873–1885), lista
- Haiti (köztársaság)
  - Államfő – Lysius Salomon (1879–1888), lista
- Honduras (köztársaság)
  - Államfő – Marco Aurelio Soto (1876–1883), lista
- Kanada (parlamentáris monarchia)
  - Uralkodó – Viktória királynő (1837–1901)
  - Kormányfő – John A. Macdonald (1878–1891), lista
- Mexikó (köztársaság)
  - Államfő –
    1. Porfirio Díaz (1877–1880)
    2. Manuel González (1880–1884), lista
- Nicaragua (köztársaság)
  - Államfő – Joaquín Zavala (1879–1883), lista

## Ázsia
- Aceh Szultánság (monarchia)
  - Uralkodó – Alauddin Muhammad Da'ud Syah II (1875–1903)
- Afganisztán (monarchia)
  - Uralkodó –
    1. Interregnum (1879–1880)
    2. Abdur Rahman Kán emír (1880–1901)
- Bhután (monarchia)
  - Uralkodó – Csogjal Zangpo druk deszi (1879–1880)
- Buhara
  - Uralkodó – Mozaffar al-Din kán (1860–1885)
- Dálai Emírség (monarchia)
  - Uralkodó – Ali bin Mukbil al-Amiri (1878–1886)
- Dzsebel Sammar (monarchia)
  - Uralkodó – Muhammad bin Abdullah (1869–1897), Dzsebel Sammar emírje
- Csoszon (monarchia)
  - Uralkodó – Kodzsong király (1863–1897)
- Hiva
  - Uralkodó – II. Muhammad Rahím Bahadúr kán (1864–1910)
- Japán (császárság)
  - Uralkodó – Mucuhito császár (1867–1912)
- Kína
  - Uralkodó – Kuang-hszü császár (1875–1908)
- Maszkat és Omán (abszolút monarchia)
  - Uralkodó – Turki szultán (1871–1888)
- Nepál (alkotmányos monarchia)
  - Uralkodó – Szurendra király (1847–1881)
  - Kormányfő – Ranodip Szing Kunvar (1877–1885), lista
- Oszmán Birodalom (monarchia)
  - Uralkodó – II. Abdul-Hamid szultán (1876–1909)
  - Kormányfő –
    1. Mehmed Szaíd pasa (1879–1880)
    2. Kadri pasa (1880)
    3. Mehmed Szaíd pasa (1880–1882), lista
- Perzsia (monarchia)
  - Uralkodó – Nászer ad-Din sah (1848–1896)
- Sziám (parlamentáris monarchia)
  - Uralkodó – Csulalongkorn király (1868–1910)

## Óceánia
- Tonga (monarchia)
  - Uralkodó – I. Tupou király (1875–1893)
  - Kormányfő – nem volt betöltve (1879–1881), lista